# Cardedu
Cardedu ist eine italienische Gemeinde (comune) mit 1973 Einwohnern (Stand 31. Dezember 2023) in der Provinz Ogliastra auf Sardinien.

## Lage

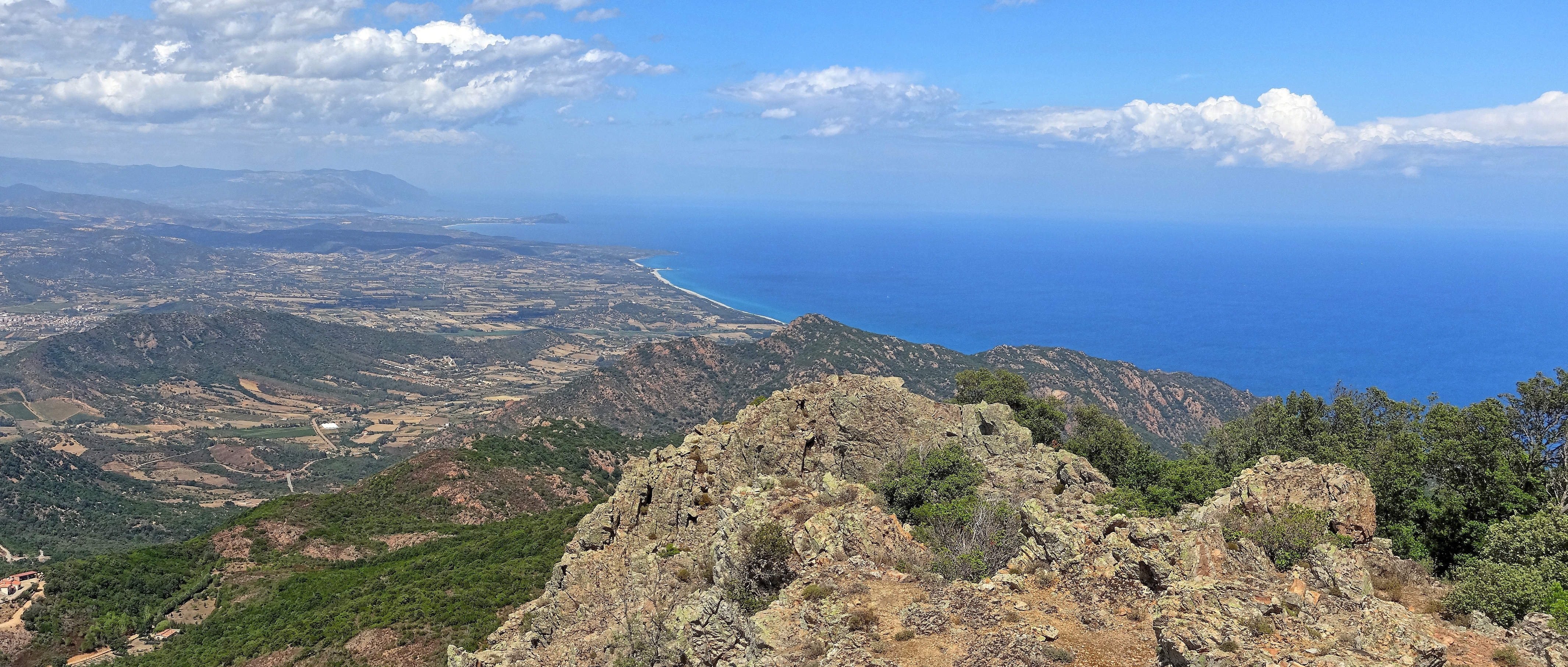
Blick vom südlichsten Gemeindegebiet, dem Monte Ferru Richtung Norden. Der mittlere Bergrücken auf der linken Bildseite trennt das nördlich davor liegende Flusstal des Pelau von einem Nebental im Vordergrund. Bildmitte: Der tieferliegende Berg ist der Monte Arista. Mitte: Sandstrand der Gemeinde. Li. Bildrand: Hauptort Cardedu

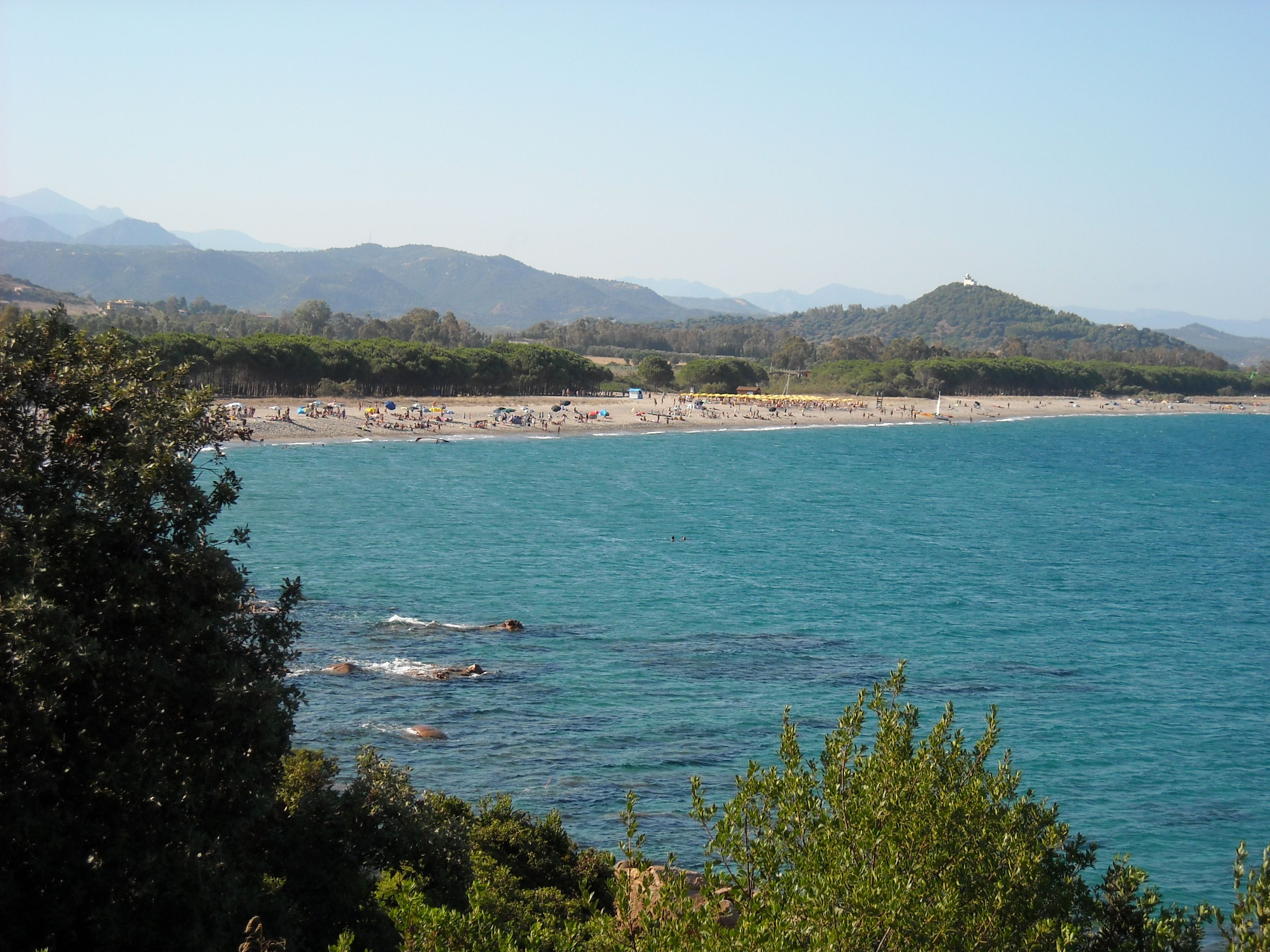
Strandabschnitt Perde Pera der Marina de Cardedu; rechts auf dem Hügel das Observatoriu Buoncammino

Die Gemeinde liegt etwa 15 Kilometer südsüdwestlich von Tortolì am Tyrrhenischen Meer. Durch die Gemeinde fließt der Pelau. Der Hauptort liegt mehrere Kilometer von den zugehörigen Strandabschnitten Foddini, Museddu und Perde Pera entfernt, die einen fast fünf Kilometer langen, mehrere Dutzend Meter breiten, Sandstrand bilden, der durch einen fast durchgehenden Pinienwald bzw. im Flussbereich durch ein ausgedehntes Schilfgebiet geschützt ist. Südlich schieben die bis ans Meer reichenden Ausläufer des charakteristischen Monte Arista mit seinem rötlichen Gestein einen Sperrriegel zum Meer hin ein, der vom etwas steinigeren kürzeren Strandabschnitt La Spiaggetta Richtung Marina de Gairo (Küstenenklave von Gairo) abgelöst wird. Südlich greift das Gemeindegebiet bis zum Monte Ferru und Punta Ingannadori aus. Die westliche Gemeindegrenze bildet die Strada Statale 125 Orientale Sarda von Cagliari nach Palau.

## Geschichte

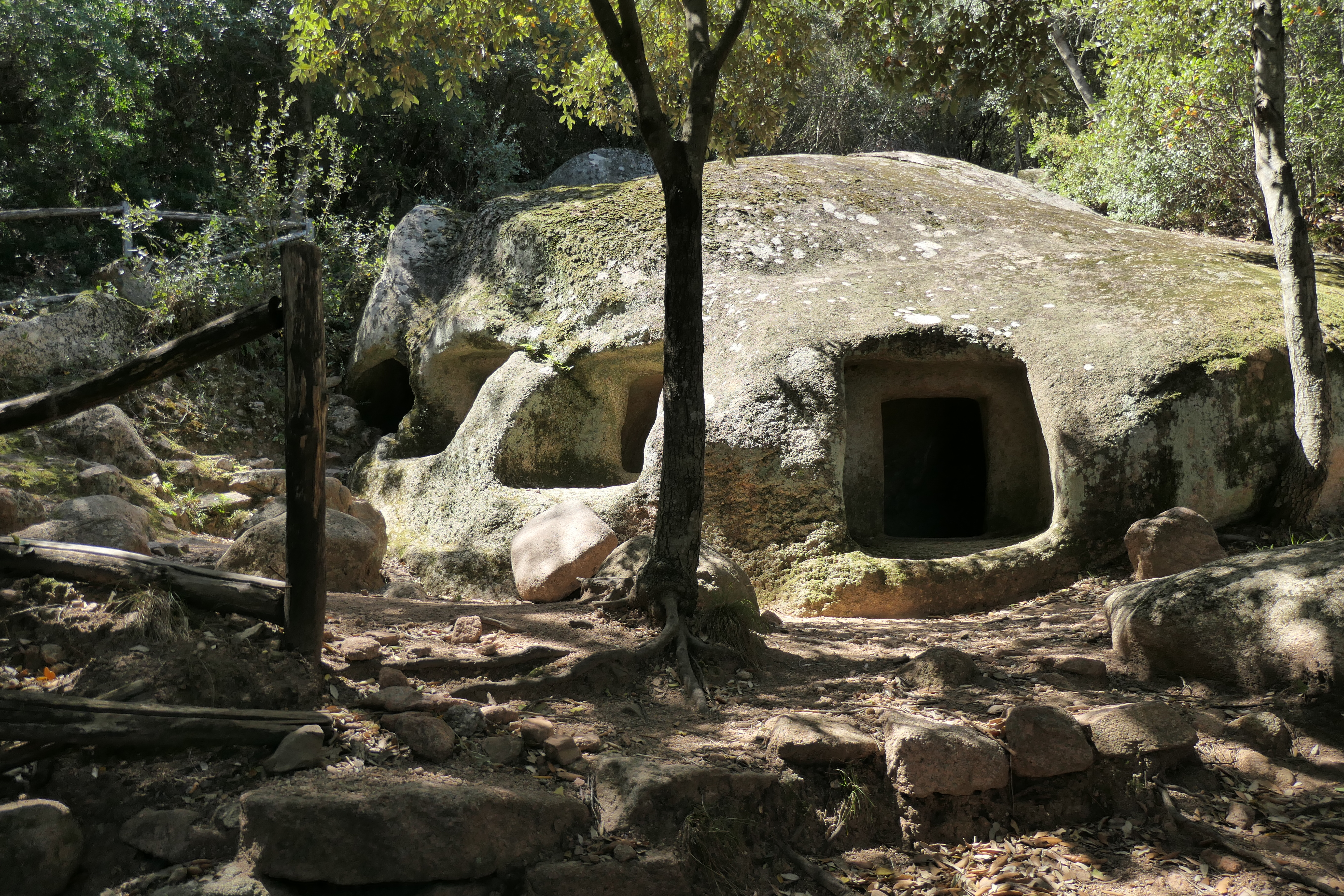
Domus de Janas vom Monte Arista (2024)

In der Gemeinde sind neben mehreren mehr oder weniger gut erhaltenen Nuraghen auch die Domus de Janas vom Monte Arista erhalten, die auf eine frühe Besiedlung verweisen.
Der heutige Ort ist relativ jung, die Vorläufergemeinde Gairo Vecchio wurde 1951 durch eine Flut nahezu völlig zerstört. Ab 1966 wurde die Gemeinde im Valle del Pardu neu erbaut.
Der Ort gliedert sich in den Hauptort Cardedu, in den in südlicher Richtung breit gezogenen Teil Perdu Pili, das östlich zum Strand liegende Buoncammino und die Küstenteile Museddu und Sa Perde Pera.
Der Ort ist bekannt durch die Künstlerin Maria Lai, die seit ihrer Kindheit längere Zeiten in Cardedu verbrachte und hier 2013 verstarb. Auf einem Hügel etwa 700 Meter westlich des Foddini-Strandes liegt das Observatoriu Buoncammino auf einem kleinen Hügel.